# Mon pote le fantôme
Mon pote le fantôme (Dude, That's My Ghost!) est une série télévisée d'animation franco-britannique en 52 épisodes de 11 minutes créée par Jan Van Rijsselberge et diffusée au Royaume-Uni sur Disney XD UK du 2 février 2013 au 15 décembre 2013, puis en France à partir du 18 février 2013 sur Disney XD et enfin rediffusée sur Disney Channel.

## Synopsis
Spencer Wright est un adolescent de 14 ans qui emménage avec ses parents et sa sœur dans la maison de la célèbre rock star Billy Joe Cobra, lui aussi est un adolescent de 16 ans, qui est un fantôme. Les deux garçons vont vite se lier d'amitié.

## Fiche technique
- Titre français : Mon pote le fantôme
- Titre anglais : Dude, That's My Ghost!
- Création : Jan Van Rijsselberge
- Réalisation : Frédéric Martin
- Scénario : Frédéric Martin, Jeffrey Paul Kearney, Jan Van Rijsselberge, Matthieu Chouquet, Eddy Fluchon, Sylvie Barro, Morincome, Lorian James Delman, Alexandre Manneville, Annetta Zucchi
- Production : Heath Kenny, Jean-Pierre Quenet
- Société de production : Alphanim
- Société de distribution : Disney XD
- Nombre d'épisodes : 52 (1 saison)
- Durée : 11 minutes
- Dates de première diffusion :  Royaume-Uni : 2 février 2013 ;  France : 18 février 2013

## Distribution

### Voix anglaises
- Rasmus Hardiker : Spencer Wright / Rajeev Baguiati
- Darren Foreman : Billy Joe Cobra
- Ewan Bailey : Hugh Wright / Principal Glenn Ponzi
- Teresa Gallagher : Jessica Wright / Mallory / Kath Katherson / Lola Calorie
- Larissa Murray : Shanila Baguiati / Madame X

### Voix françaises
- Olivier Podesta : Spencer Wright
- Christophe Lemoine : Billy Joe Cobra
- Stéphane Ronchewski : Hugh Wright
- Amélie Morin : Jane Wright / Madame X
- Nathalie Bienaimé : Jessica Wright / Shanila Baguiati / Lola
- Alexandre Nguyen : Rajeev Baguiati / fan fantôme de Billy
- Michel Mella : proviseur Glenn Ponzi / Sam Hoover
- Thierry Mercier : Voix additionnelles

## Épisodes
1. Guitache maniac
2. Rock au lycée (School of Rockers)
3. Sauvez les oiseaux (For the Birds)
4. Le Musée de Billy Joe Cobra (Billy Joe Cobra Museum)
5. Mallory croit aux fantômes (Scaring Mallory)
6. La Compétition des loosers
7. Spencer fait son cinéma
8. Amoureux de moi…
9. Kung fu Cobra (Billy Do Joe)
10. Le Roi de l'école (A Place in the Sun)
11. Un poisson nommé Cobra (Pool Monster)
12. Le Boulet
13. Le Fantôme de Spencer (The Ghost of Spencer Wright)
14. Les Soupçons de Ponzi
15. Certains l'aiment show
16. Une journée de folie (Best Day Ever)
17. La Photo de classe (Trouble With Hairy)
18. Fan de Billy (Billy Joe's Last Fan)
19. Billy bulle (Billy Blob)
20. Spenstar (Bad Publicity)
21. Tout sur Ponzi
22. Ponzaérobic
23. Le Croco de Cobra (Where's Wendy)
24. L'Anniversaire de Rajeev (True Party)
25. Mélodie pour Lola (Lolo in Love)
26. Le Nettoyeur
27. Billy Joe l’écolier (Billy Joe the Scholar)
28. La Perruque infernale (Evil Wig)
29. Le Projet Blair Wright (The Blair Wright Project)
30. Tenue de soirée exigée
31. La Maison hantée (House Haunts)
32. La Remplaçante (The Substitute)
33. Pire que Ponzi
34. Votez Spencer
35. La Maison de l'horreur (House of Horrors)
36. Dans la peau de Kleet (Soccer Star)
37. Télé Lola (Reality Showdown)
38. Pom Pom Hugh (Cheer Up)
39. Le Zombie romantique (Zombie Love)
40. Mini Billy (Little Billy)
41. Braquage à Beverly Beverly High (Escape from Beverly Beverly High)
42. Le Chapeau magique (The Hat)
43. Billy Billy Billy Billy Billy
44. Adieu Madame X
45. L'Usurpateur (Copycat Cobra)
46. Où est Billy ? (The Sleepover)
47. Ponzi a un incroyable talent (Ponzi's Got Talent)
48. Job d'été (Summertime Rules)
49. Joyeuse Saint Wright (The Wright Kind of Christmas)
50. La Bataille des cheveux (Evil Billy)
51. La Dispute
52. L'Homme-poisson (Merman)

Source : Télé Loisirs